# Kurt Steinmann
Kurt Steinmann est un ancien coureur cycliste suisse, né le 3 novembre 1962 à Roggliswil.
Il devient professionnel en avril 1987 et le reste jusqu'en 1991. Il remporte trois victoires pendant sa carrière.

## Palmarès
- 1986
  - GP Brissago
  - Tour du Tannenberg
  - 2e du championnat de Suisse sur route amateurs
- 1987
  - Tour du Stausee
  - 3e du Circuit de la Sarthe
- 1989
  - 6e étape du Tour de Suisse

## Résultats sur les grands tours

### Tour de France
Une participation :
- 1990 : 94e

### Tour d'Italie
Deux participations :
- 1988 : 71e
- 1989 : 115e